# Litava
Litava är ett vattendrag i Tjeckien.   Det ligger i regionen Södra Mähren, i den östra delen av landet, 230 km sydost om huvudstaden Prag.